# Nationalliberale Reichspartei
Die Nationalliberale Reichspartei (NLRP) war eine Gruppierung, die im Juni 1924 gegründet wurde, um die Kräfte der Deutschen Volkspartei (DVP) mit der Deutschnationalen Volkspartei (DNVP) zusammenzuführen. 

## Opposition in der DVP gegen Stresemann
Während der Regierungszeit von Reichskanzler Gustav Stresemann und auch in seiner Zeit als Außenminister bildete sich innerhalb der DVP, aber auch in der Reichstagsfraktion der Partei, eine rechtsstehende Opposition gegen seine Politik heraus. Diese Opposition wurde stark aus Kreisen der Großindustrie gestützt.
Diese Kreise um Albert Vögler, Hugo Stinnes, Oskar Maretzky und Reinhold Georg Quaatz beabsichtigten nicht nur einen Zusammenschluss aller rechtsstehenden Parteigruppierungen, sondern beabsichtigten auch mit der DNVP einen Sturz der Regierung Stresemann. Um diesen politischen Bestrebungen eine organisatorische Basis zu geben, wurde am 12. März 1924 die Nationalliberale Vereinigung (NLV) gegründet.

## Forderungen der NLV
Die Forderungen der NLV bestanden in der Zusammenfassung aller politischen, nationalen und antisozialistischen Kräfte, wobei an die Tradition der Nationalliberalen Partei angeknüpft werden sollte. Grundlage sollte der Beschluss der Reichstagsfraktion der DVP vom 12. Januar 1924 sein, wo eine Koalition der politischen Kräfte von der Mitte bis nach rechts gefordert wurde. Einer der aktuellen Punkte der Politik sollte der verschärfte Kampf gegen die Sozialdemokraten sein und als Folge dessen die Aufkündigung der Koalition, die in Preußen mit der SPD bestand.
Im Vorstand der NLV waren Albert Vögler, Reinhold Georg Quaatz, Johann Becker und Moritz Klönne vertreten. Der Vorstand der DVP sah diese Bildung der NLV als unvereinbar mit der Satzung der Partei an und beschloss am 7. April 1924, dass die Mitglieder der NLV aus der DVP ausscheiden müssten. Darauf reagierten die führenden Persönlichkeiten der NLV am 9. April 1924 mit der Absicht, die NLV zu einer überparteilichen Organisation auszubauen.

## Eigenständigkeit der NLV
Gleichzeitig legten diese ihre Absichten in einer programmatischen Erklärung nieder, die ihre grundlegenden Ziele entschieden darlegten. Es sollte zur Bildung einer starken Regierung kommen, die das deutsche Volk aus dem Zustand nationaler Kraftlosigkeit und sozialistischer Zersetzung herausführen  sollte. Der Weg zu dieser Zielsetzung bestehe im entschlossenen Kampf gegen den Marxismus und gegen die Sozialdemokratie, die die Arbeiterschaft vom deutschen Volkstum entfremde.
Weiterhin wurde eine Ausschaltung des Klassenkampfes und eine Arbeits- und Gesinnungsgemeinschaft zwischen Arbeitgebern und Arbeitnehmern verlangt. Im außenpolitischen Bereich sollte die Verständigungspolitik mit den Westmächten und eine Neubehandlung der sogenannten Kriegsschuldfrage gefordert.  Als sich die NLV an der Reichstagswahl Mai 1924 beteiligte, konnte sie kein einziges Mandat direkt erringen. Nur Oskar Maretzky erhielt einen Sitz über eine Listenverbindung.

## Gründung der NLRP
Das parteipolitische Ziel der NLV bestand in einer Vereinigung von DVP und der DNVP, die aber nicht erreicht werden konnte. Deshalb suchten die Vertreter der NLV nach einer neuen Lösung, die sie in der Umwandlung der NLV zur Nationalliberalen Reichspartei am 22. Juni 1924 in Berlin sahen, wobei Maretzky zum Parteivorsitzenden gewählt wurde.
Entsprechend der Zielsetzung der NLRP, stellte sie zur Reichstagswahl Dezember 1924 keine eigenen Kandidaten auf. An die Wähler ging der Aufruf, nur Kandidaten der DVP zu wählen, die gegen die Sozialdemokratie Stellung beziehen und für eine Koalition mit der DNVP stimmen. Im Februar 1925 traten die Kreise um Maretzky in die DNVP ein. 
Eine kleine Gruppierung setzte noch die politische Linie der NLRP bis zum Jahre 1926 fort, um sich dann aufzulösen. In Bayern bestand noch bis November 1927 eine Nationalliberale Landespartei Bayern, die sich an die Programmatik der NLRP angelehnt hatte. Auch diese Landespartei vereinigte sich mit der DNVP.